# (5976) Kalatajean
(5976) Kalatajean es un asteroide perteneciente al cinturón de asteroides, región del sistema solar que se encuentra entre las órbitas de Marte y Júpiter, más concretamente a la familia de Eunomia descubierto el 25 de septiembre de 1992 por el equipo del Observatorio Oak Ridge desde la Estación George R. Agassiz, Estados Unidos.

## Designación y nombre
Designado provisionalmente como 1992 SR2. Fue nombrado Kalatajean en homenaje a Jean Marie Kalata, analista de ciencias sociales en la Oficina de Estudios Institucionales de la Institución Smithsonian. Criada en Nueva Jersey, vive en Alexandria, Virginia, y entre otros intereses canta con el Coro del Congreso. Sirvió como voluntaria en el Proyecto Christian Appalachian en Kentucky durante 18 meses. Nombrado como parte del Gran Sorteo del Smithsonian con motivo del sesquicentenario de la Institución Smithsonian.

## Características orbitales
Kalatajean está situado a una distancia media del Sol de 2,681 ua, pudiendo alejarse hasta 3,056 ua y acercarse hasta 2,307 ua. Su excentricidad es 0,139 y la inclinación orbital 13,38 grados. Emplea 1604,14 días en completar una órbita alrededor del Sol.

## Características físicas
La magnitud absoluta de Kalatajean es 12,1. Tiene 11,137 km de diámetro y su albedo se estima en 0,226. 